# Orange Cove
Orange Cove is een plaats in Fresno County in Californië in de VS.

## Geografie
Orange Cove bevindt zich op 36°37′28″Noord, 119°18′50″West. De totale oppervlakte bedraagt 4,0 km² (1,5 mijl²) wat allemaal land is.

## Demografie
Volgens de census van 2000 bedroeg de bevolkingsdichtheid 1936,0/km² (5030,4/mijl²) en bedroeg het totale bevolkingsaantal 7722 als volgt onderverdeeld naar etniciteit:
- 33,55% blanken
- 0,31% zwarten of inheemse Amerikanen
- 2,42% inheemse Amerikanen
- 1,49% Aziaten
- 58,84% anderen
- 3,38% twee of meer rassen
- 90,60% Spaans of Latino

Er waren 1694 gezinnen in Orange Cove. De gemiddelde gezinsgrootte bedroeg 4,56.

## Plaatsen in de nabije omgeving
De onderstaande figuur toont nabijgelegen plaatsen in een straal van 16 km rond Orange Cove.